# Veenhusen

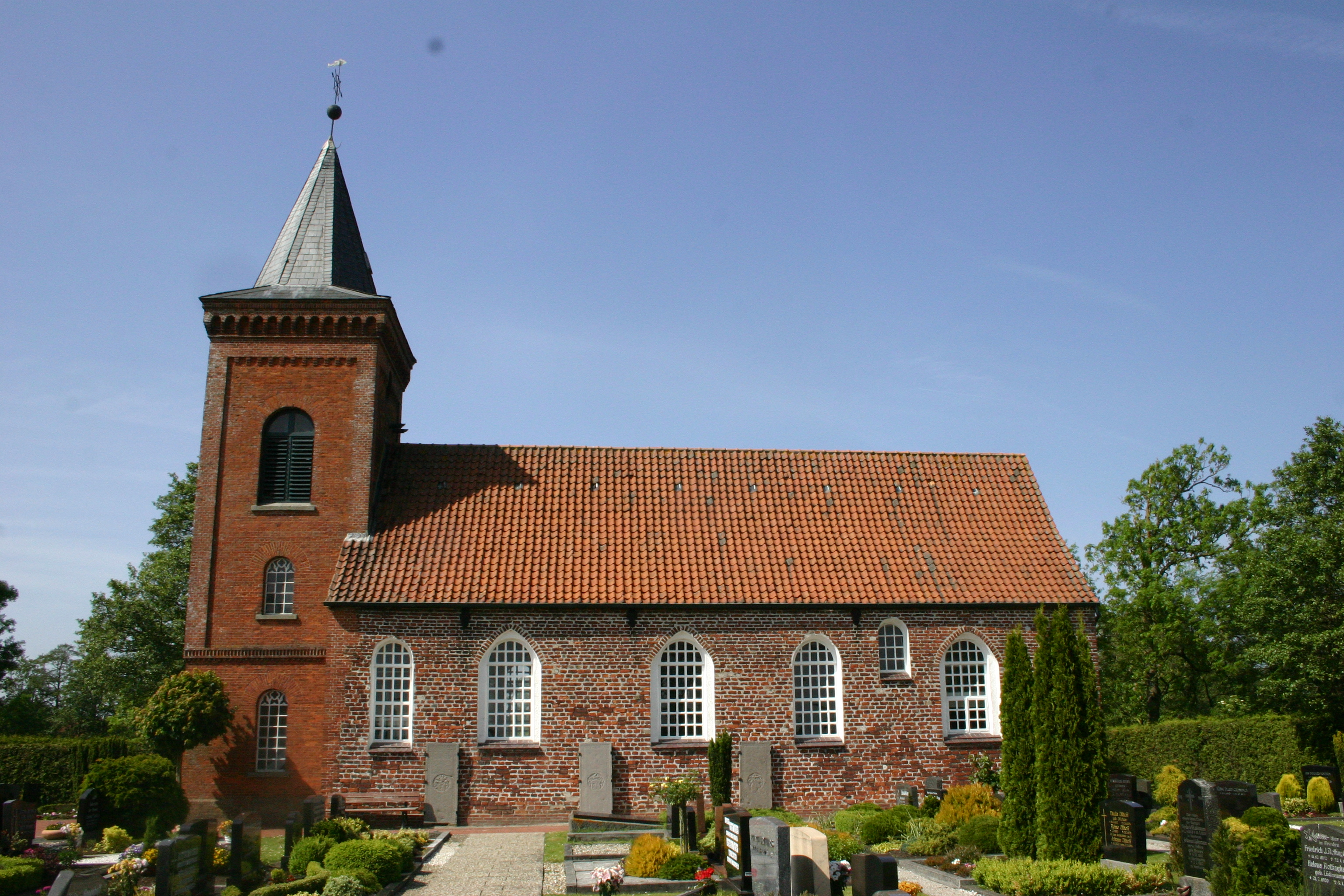
Reformierte Kirche Veenhusen

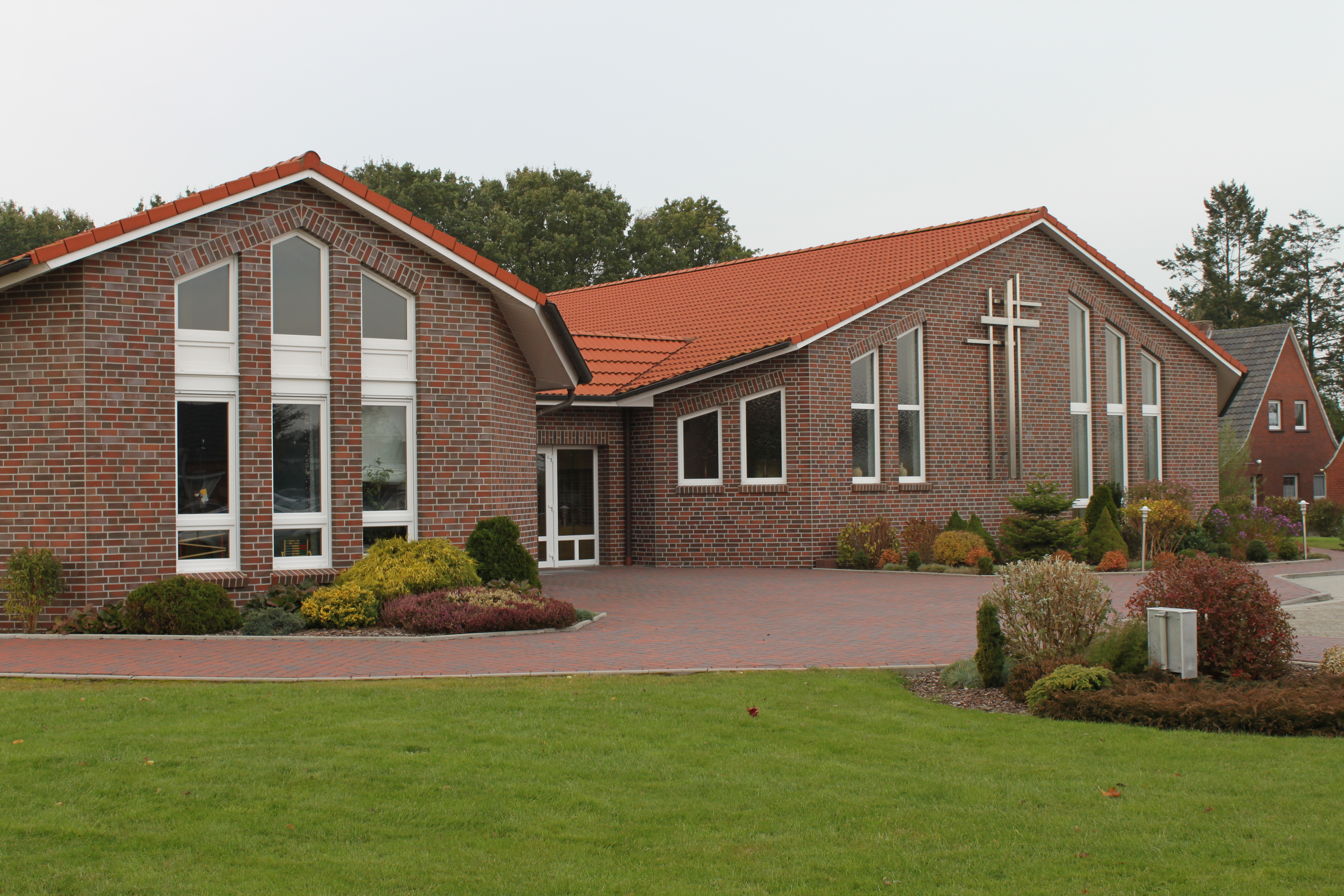
Baptistenkirche Veenhusen

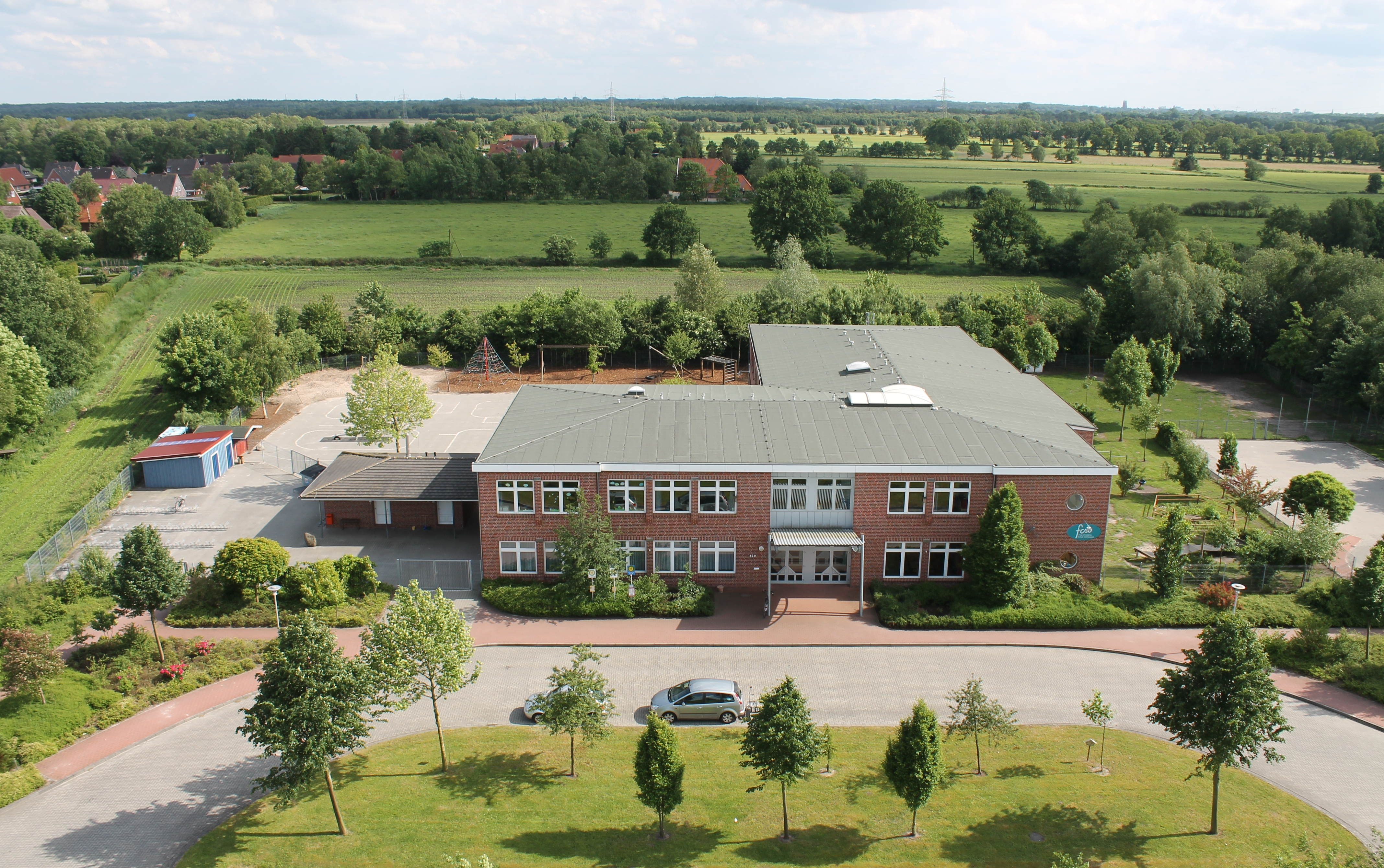
Freie Christliche Schule Ostfriesland, 2012

Veenhusen ist eine Ortschaft der Gemeinde Moormerland im niedersächsischen Landkreis Leer. Am Ende des Jahres 2016 zählte das 15,62 km² umfassende Dorf rund 4150 Einwohner.

## Geschichte
Die ehemals selbständige Gemeinde bildet seit der Gemeindereform, die am 1. Januar 1973 in Kraft trat, zusammen mit zehn weiteren Dörfern die Gemeinde Moormerland. Der Ort hatte am 31. Dezember 2011 3898 Einwohner. Die Veenhuser Kirche wurde um 1400 errichtet und beherbergt eine von Johann Gottfried Rohlfs in den Jahren 1801 und 1802 erbaute Orgel, die noch weitgehend erhalten ist.

## Politik
Veenhusen wird politisch von einem siebenköpfigen Ortsrat vertreten.
Ortsbürgermeister ist Dietmar Fecht (SPD).

## Vereine
Im Jahre 1927 wurde der VfL „Fortuna“ Veenhusen e. V.  als reiner Fußballverein gegründet. Inzwischen ist er ein Mehrspartenverein mit rund 1000 Mitgliedern.
Im Sommer 2010 verlegte der Verein für Christliche Schulerziehung in Ostfriesland (VES e. V.) seinen Sitz von Großefehn nach Veenhusen. Er betreibt als Schulträger die Freie Christliche Schule Ostfriesland (FCSO), eine Integrierte Gesamtschule mit den Jahrgängen 1 bis 13, deren zwei Standorte sich ebenfalls in Veenhusen befinden.